# Pronto soccorso H24
Pronto soccorso H24 è un programma televisivo andato in onda nel 2005 su Rai 3  e Fox Life e realizzato in collaborazione con Fox International Channels Italy.
Il programma segue e racconta la vita quotidiana di medici, pazienti, infermieri e persone comuni all'interno del pronto soccorso dell'ospedale San Giovanni di Roma, dove si registrano quasi trecento casi al giorno. Ha avuto 2 versioni, una più "leggera" per la RAI (13 puntate da 60 minuti) e una più "cruda" per il pubblico di Sky (26 puntate da 25 minuti).
Gli autori sono stati Matilde D'Errico, Luciano Palmerino e Corinna Bottiglieri.
Per 6 mesi gli autori e la loro squadra di lavoro hanno filmato quanto accadeva all'interno di uno dei più grandi reparti di emergenza e urgenza d'Italia, qual è il Pronto Soccorso dell'Ospedale San Giovanni di Roma. Le puntate raccontano le storie dei pazienti, il duro lavoro quotidiano di medici e infermieri e la loro grande umanità.